# Passage de la Déserte
Le passage de la Déserte, ou passage de l'Abbaye-de-la-Déserte, est une voie du quartier de la Martinière dans le 1er arrondissement de Lyon, en France.